# Lucie Höflich
Lucie Höflich, ursprungligen Helene Lucie von Holwede, född 20 februari 1883 i Hannover, död 8 oktober 1956 i Berlin, var en tysk skådespelare.
Höflich var från den 9 augusti 1921 till 13 juni 1922 gift med skådespelaren Emil Jannings. 

## Filmografi i urval
- 1923 - Nora
- 1926 - Tartüff
- 1927 – Bara en danserska
- 1943 – Gammalt hjärta blir åter ungt
- 1955 – Himmel utan stjärnor
- 1956 - Anastasia, die letzte Zarentochter